# Frédérick Tristan
Pour les articles homonymes, voir Baron et Tristan.
Jean-Paul Baron, connu sous le  nom de plume Frédérick Tristan (né le 11 juin 1931 à Sedan et mort le 2 mars 2022 à Dreux) est un écrivain et poète français. Il a remporté le prix Goncourt en 1983 et le Grand prix de littérature de la Société des Gens de Lettres en 2000. Il est également connu sous les pseudonymes de Danielle Sarréra et de Mary London.

## Biographie
Fils de Jean Baron, fabricant de machines textiles, et de Rachel Perdraux, Jean-Paul Frédéric Tristan Baron est né en 1931 à Sedan. À neuf ans, en mai 1940, il fuit avec sa famille l'avancée allemande. Sur les routes de l'exode, à proximité de Poix-Terron, il subit une attaque de Stukas, tombe dans le fossé, en réchappe mais demeure amnésique. À dix-sept ans, en 1948, il publie Orphée assassiné, son premier recueil de poésie sous le pseudonyme de Frédérick Tristan. Il se lie d'amitié avec des écrivains tels que Malcolm de Chazal, François Augiéras ou encore Gaston Criel. Croyant devoir choisir entre son avenir dans l'industrie textile, dans une continuité familiale, et sa passion pour l'écriture, il se voit répondre par André Breton, à la fin des années 1950 : « Si vous devez faire une œuvre, vous la ferez quand même ». 
En 1952, il participe à Recherches graphiques, dirigé par Joël Picton. Ses œuvres graphiques, entre abstraction et onirisme, sont notamment exposées dans le cadre de l'Unesco et de l'IMEC.
Devenu spécialiste de l'ingénierie textile, il est conduit par cette activité professionnelle à voyager beaucoup. Entre 1964 et 1986, il est envoyé en mission au Laos, au Viêt Nam, au Cambodge, en Chine, s'intéressant aux cultures, aux langues et aux systèmes de pensée des populations qu'il côtoie.  
Dès ses publications des années 1950, il s'invente des doubles littéraires, d'autres vies et d'autres sensibilités. Il imagine notamment une femme de lettres et poétesse morte très jeune (née en 1932, morte en 1949), Danielle Sarréra, nom sous lequel il signe plusieurs recueils. Il crée également Adrien Salvat, préfaçant en 1978 l'ouvrage de Frédérick Tristan, La Geste serpentine,.
En 1981, il reçoit le Grand Prix du roman de la Société des gens de lettres pour Les Tribulations héroïques de Balthasar Kober, le Grand Prix du fantastique d'Avoriaz en 1983 pour La Cendre et la Foudre, le prix Goncourt en 1983 pour Les Égarés, et le grand prix de littérature de la Société des gens de lettres pour l'ensemble de son œuvre en 2000.
De 1983 à 2001, il est professeur d'iconologie paléochrétienne et renaissante à l'ICART de Paris (École des Métiers de la Culture et du Marché de l'Art). En 2000, avec Le Retournement du gant, il s’explique sur son œuvre dans une série d'entretiens avec le critique Jean-Luc Moreau.
En 2010, les éditions Fayard publient son autobiographie sous le titre Réfugié de nulle part. Ces mémoires décrivent, en particulier, son enfance massacrée par la guerre, son adolescence révoltée et les rencontres littéraires qui lui ont permis de se reconstruire et d'écrire son œuvre, entre autres André Breton, Mircea Eliade, Henry Corbin, René Alleau, François Augiéras, Jean Paris, Antoine Faivre.
Franc-maçon, il a été vénérable maître de la loge de recherche Villard de Honnecourt et grand orateur de la Grande Loge nationale française. En mars 2016, il donne une conférence publique sur Fiction et réalité initiatique au siège de l'obédience,,.
L'ensemble des archives de Frédérick Tristan (manuscrits, livres parus et traduits, documentations sonore et visuelle, critiques, etc.) est consultable à l'I.M.E.C..

À travers son œuvre, Frédérick Tristan peut être considéré comme un témoin contemporain de la pensée paradoxale[réf. nécessaire]. 

« Les livres de Frédérick Tristan sont d'une puissance inégalée en France, d'une grande générosité d'intrigues, de rebondissements et de thèmes. »

— Bernard Pivot, revue Lire
Frédérick Tristan s'éteint à Dreux le 2 mars 2022, quelques semaines après son épouse Marie-France Tristan (Paris Sorbonne, grande spécialiste française du poète Giambattista Marino[réf. nécessaire]), à 90 ans,.

## Pseudonymes
Outre le pseudonyme Frédérick Tristan, Jean-Paul Baron a utilisé deux autres noms de plume :
- Dans sa jeunesse, celui de Danielle Sarréra, qui fut longtemps considérée comme une jeune poétesse dont l'œuvre (L'Ostiaque, Le Chevalier du trépan, L'Anthrope) faisait partie des textes poétiques importants du XXe siècle (cf. Robert Sabatier)[14].
- Plus tard, celui de Mary London.

## Romans
- Le Dieu des mouches, Grasset, 1959, Fayard, 2001
- Naissance d'un spectre, Bourgois, 1969, Fayard, 2000
- Le Singe égal du ciel, Bourgois, 1972 ; Fayard, 1994 ; Zulma, 2014
- La Geste serpentine, La Différence, 1978 ; Fayard, 2003
- Les Tribulations héroïques de Balthasar Kober, Balland, 1980 ; Fayard, 1999
- La Cendre et la Foudre, Balland, 1982, Fayard, 2003
- Les Égarés, Balland 1983, Points-Seuil 1984, Fayard, 2000Prix Goncourt 1983.
- La Femme écarlate, Fallois, 1989, Fayard, 2008
- L'Ange dans la machine, La Table Ronde, 1990, Fayard, 1999
- La Chevauchée du vent, La Table Ronde, 1991, Fayard, 2002
- Le Dernier des hommes, Robert Laffont 1993, Fayard, 2005
- L'Énigme du Vatican, Fayard, 1995
- Stéphanie Phanistée, Fayard, 1997
- Pique-nique chez Tiffany Warton, Fayard, 1998
- Les Obsèques prodigieuses d'Abraham Radjec, Fayard, 2000
- La Proie du diable, Fayard, 2001
- Dieu, l'Univers et Madame Berthe, Fayard, 2002
- Les Succulentes Paroles de Maître Chù, Fayard, 2002
- L'Aube du dernier jour, Fayard, 2002
- Tao, le haut voyage, Fayard, 2003
- L'Amour pèlerin, Fayard, 2004
- Un infini singulier, Fayard, 2004 Recueil de nouvelles et de textes courts écrits entre 1951 et 2004, en particulier Journal d'un autre (1975), Le Fils de Babel (1986) et Un monde comme ça (1992).
- Le Manège des fous, Fayard, 2005
- Monsieur l'Enfant et le Cercle des bavards, Fayard, 2006
- Dernières Nouvelles de l'Au-delà, Fayard, 2007
- Le Chaudron chinois, Fayard, 2008
- Christos, enquête sur l'impossible, Fayard, 2009
- Tarabisco, Fayard, 2010
- Brèves de rêves, courts récits oniriques, Pierre-Guillaume de Roux, 2012
- Les Impostures du réel, Le Passeur, 2013
- La Fin de rien, Cherche midi, 2015
- Le Passé recomposé, Pierre-Guillaume de Roux, 2017

## Poésie
Poète, il a écrit des textes, en prose poétique, sous le pseudonyme de Danielle Sarréra : L'Ostiaque, Le Chevalier du Trépan, L'Anthrope, 1951-1953,  regroupés sous le titre Œuvre et présentés dans l'édition en fine plaquette de 1976 du Nouveau Commerce comme provenant de cahiers d'écolière sauvés de l'oubli par leur dépositaire Frédérick Tristan écrits par cette jeune auteure qui s'est donnée la mort à dix-sept ans en 1949, et, sous son nom,  Passage de l'ombre (Recherches graphiques). Pour La Finestra editrice il a publié Encres et Écritures (2010). Les éditions du Cherche-Midi ont republié en 1992 quelques-uns de ses poèmes de jeunesse dont L'Arbre à pain (1954).

## Essais
- Géants et gueux de Flandres, dix siècles de mythes et d'histoire, Balland, 1978.
- Le Monde à l'envers, Hachette-Massin, Paris, 1980.
- Les Tentations, de Jérôme Bosch à Salvador Dali, Balland-Massin, 1981.
- L'Œil d'Hermès, Arthaud, Paris, 1982.
- Houng, les sociétés secrètes chinoises, Balland 1987, Fayard, Paris, 2003.
- Tonia Cariffa, Maison de la culture de Chambéry, 1988, co-écrit avec Jean Burgos, Max-Pol Fouchet et Jean-Louis Pradel.
- Les Premières Images chrétiennes : du symbole à l'icône, Fayard, Paris, 1996.
- L'Anagramme du vide, Bayard, Paris, 2005.
- Don Juan le révolté, Ecriture, Paris, 2009.
- Une vie au péril de l'écriture, Entretiens et documents, L'esprit du temps, Paris, 2015.

## Écrits autobiographiques
Entretiens
Il est le promoteur de la « Nouvelle fiction » en compagnie de Jean-Luc Moreau, à qui il a accordé deux series d'entretiens :
- Le Retournement du gant, Entretiens avec Jean-Luc Moreau, La Table Ronde, Paris, 1990
- Le Retournement du gant I et II, Entretiens avec Jean-Luc Moreau, Fayard, Paris, 2000

Mémoires
- Réfugié de nulle part, Fayard, Paris, 2010

## Collaborations
- L'Encyclopédie du compagnonnage, éd. du Rocher, 2000.
- La franc-maçonnerie, documents fondateurs, L'Herne, 1997.
- Thomas Mann (dir.), Cahier de l'Herne, 1970.
- Les Cahiers de l'hermétisme, coll. Antoine Faivre, Henry Corbin, Mircea Eliade, Henri-Charles Puech, etc., éd. Albin Michel, 1968-1990.
- Livret des Tentations de saint Antoine, opéra, musique Marian Kouzan (création Tours, 1992), éd. Jean-Jacques Sergent, 1992[15].
- Adaptation du Manteau de Nicolas Gogol, livret d'opéra de GO-gol, musique Michaël Levinas (création Strasbourg, 2000).
- Adaptation théâtrale du roman Le Singe égal du ciel, mise en scène Gil Galiot, 1999, Nanterre, avec la participation de l'Opéra de Pékin.
- Frédérick Tristan - L'appel de l'Orient intérieur, Olivier Gissey, éd. Entrelacs, groupe Éditions Trédaniel.

## Curiosa
- Tragics, collages, San Lazzaro, 1961.
- Les Sept Femmes de Barbe-Bleue, La Boîte noire, 1966.
- Le fabuleux bestiaire de madame Berthe, Zulma, 2005.
- Kaléidoscope, aphorismes, Moulin de l'étoile, 2007.
- Emblèmes, Moulin de l'étoile, 2008.

## Traductions
Son œuvre romanesque est traduite en vingt-deux langues dont l'anglais, l'espagnol, l'italien, le suédois, le norvégien, le flamand, l'allemand, le russe, le tchèque, l'ukrainien, l'hébreu...

## Distinction
- Officier de l'ordre des Arts et des Lettres